# 姚奠中

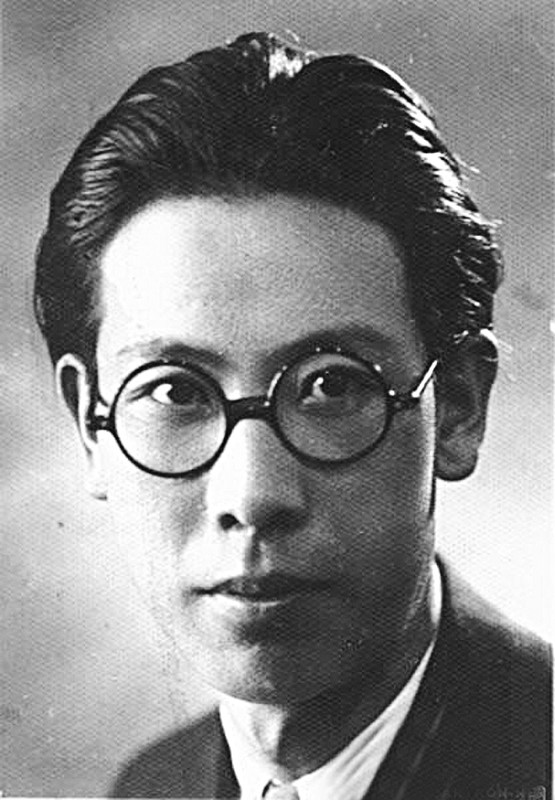
1936年姚奠中在章氏国学讲习会时

姚奠中（1913年6月25日—2013年12月27日），原名豫泰，别署丁中、刈草、樗庐，男，山西稷山人，中国国学家、教育家、诗人、书法家、画家、篆刻家、政治人物。

## 生平

### 章太炎弟子

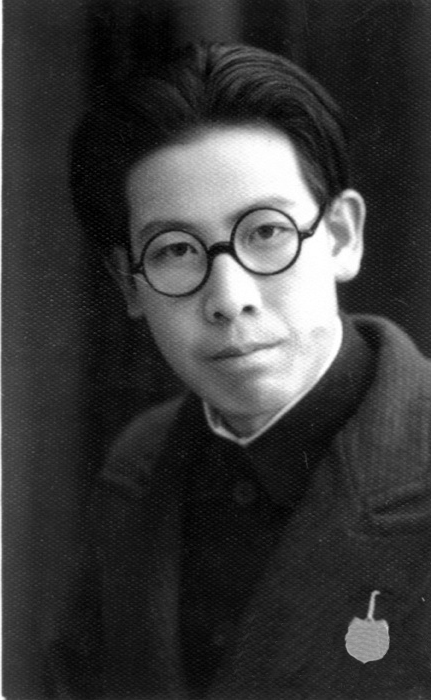
1935年，姚奠中在无锡国学专修学校留影

1913年6月25日（农历五月二十一日），姚奠中生于山西省稷山县南阳村。1919年开始，随伯父到村学堂上学。1924年，考入稷山县第一高级小学。1928年秋，进入运城菁华中学学习。1932年，从菁华中学初中毕业，直接考入山西省立教育学院国文系。1934年，由于参加爱国学生运动而被捕，后来被遣送回家乡。
1935年秋，姚奠中考入无锡国学专修学校。当时，章太炎在苏州创办国学讲习会，姚奠中每周站在窗外旁听。1935年底，正式转入苏州章氏国学讲习会。国学讲习会正式学员共70余名，章太炎亲拟规条，亲自遴选，最后录取7名研究生，其中姚奠中排第4位。

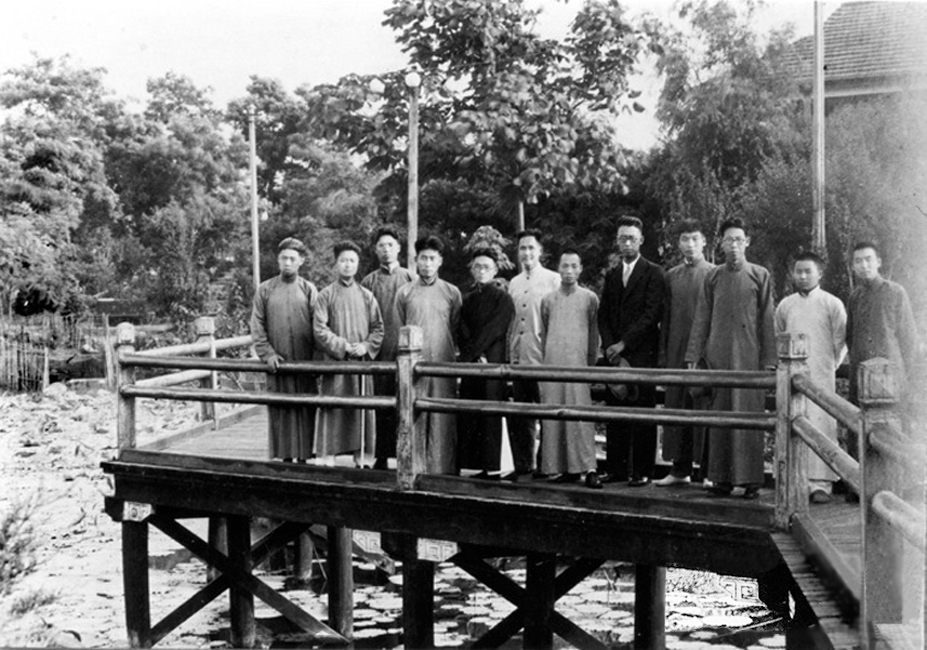
1937年春，苏州章氏国学讲习会部分学员摄于苏州公园。图中：姚奠中（右三）、郑云飞（右五）、柏逸荪（柏耐冬）（右八）、汤炳正（右九）、李恭（右十）、孙立本（右十二）。其中，姚奠中、柏耐冬、汤炳正、李恭、孙立本是章太炎的研究生。

1936年6月14日章太炎逝世后，暑后，其夫人汤国梨在章氏国学讲习会开设预备班，24岁的姚奠中获聘为讲师，成为获聘任课的4位章太炎的研究生之一，讲授中国文学史。从自，姚奠中开始了国学研究及教学生涯。1939年，姚奠中与同为章太炎弟子的柏逸荪共同创办“菿汉国学讲习班”，并制定十条“教条”：“以正己为本，以从义为怀，以博学为知，以勇决为行，以用世为归，不苛于人，不阿于党，不囿于陋，不馁于势，不淫于华。”

### 从大别山到西南

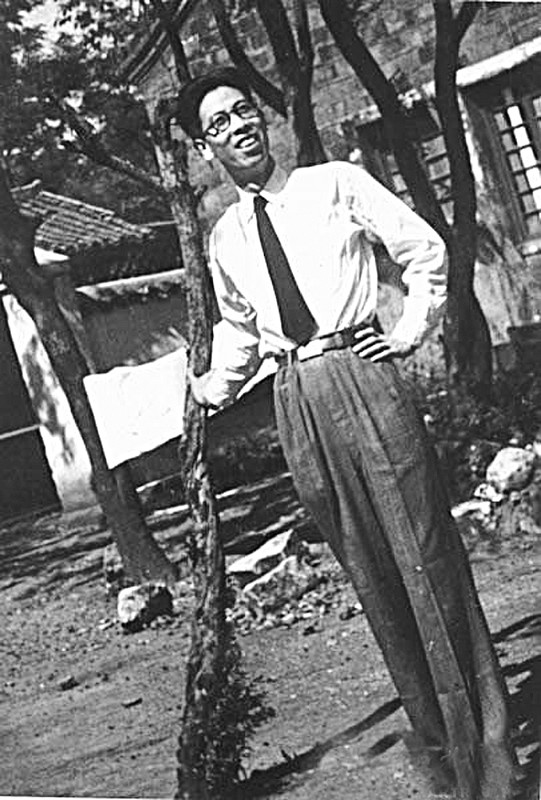
1947年，姚奠中在贵阳

1937年抗日战争爆发后，姚奠中辗转南京、安徽泗县、大别山、四川、贵州、云南等地任教，九年之中，七换教所。在大别山逃难时，1938年春，他参加了其同学组织的民间抗日武装两个月，张贴抗日标语，撰写抗日檄文，传递抗日情报。1940年3月，他到立煌师范学校担任国文教员。1940年秋，获安徽第一临时中学聘为国文教员。他在大别山教书时，曾不惧权贵，怒斥教育厅长。1943年，他被迫离开安徽大别山，远赴重庆，当时他身无分文，朋友卖枪资助他，也有开明绅士途中捐钱给他，但他拒绝了国民政府的“重金支助”。

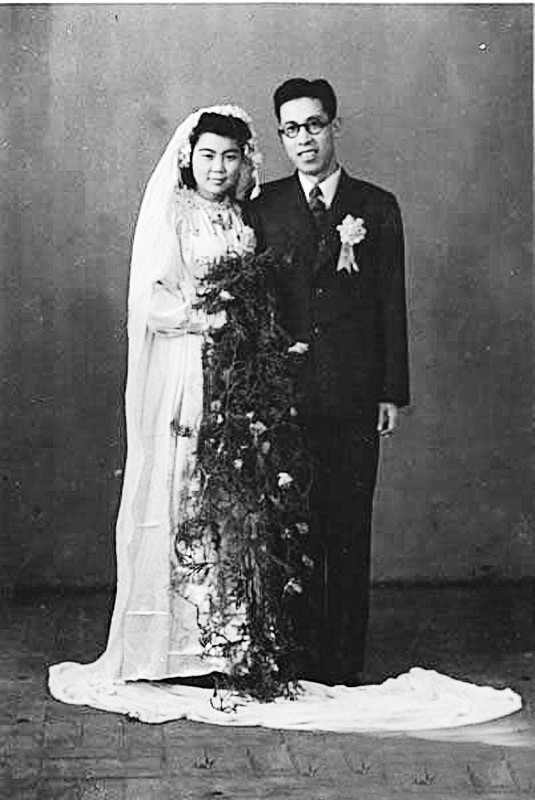
1947年，姚奠中和李樹蘭的结婚照

抵达重庆后，他在南温泉国立边疆学校任教半年。1944年春，获聘为重庆白沙国立女子师范学院国文系副教授。1945年9月，改应国立贵阳师范学院聘为国文系副教授。其间，1946年7月，他曾返回原籍葬父；1947年3月26日，他和李樹蘭在贵阳结婚。1947年8月，他转任云南大学文史系副教授。1948年，他在云南督署前的某书画阁挂牌刻印章。1948年8月，返回贵阳师范学院担任教授、中文系主任。1949年，兼任秦晋小学校长。1949年11月，担任贵阳师范学院护院领导小组副组长，后来被推举为工会副主席，负责维持秩序稳定、迎接解放。1951年2月，奉调到贵州大学文学院中文系任教。旋即兼任贵州大学文学院秘书。

### 蹉跎岁月

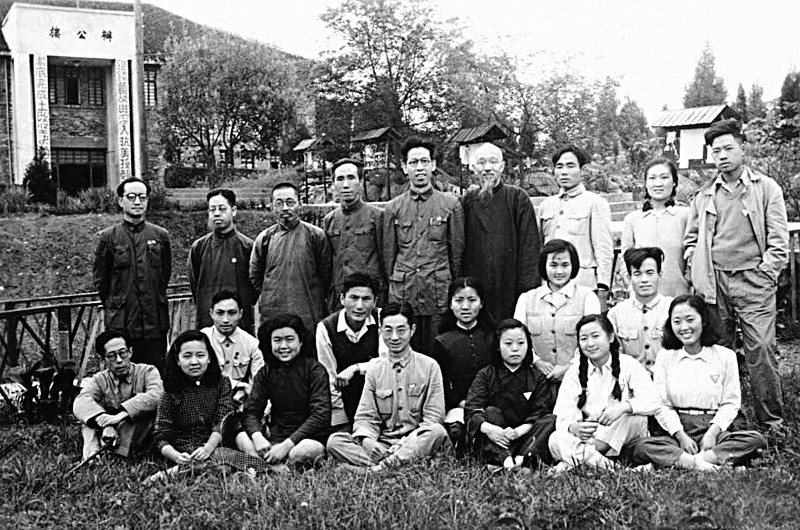
1951年，姚奠中（后排左五）在贵州大学

1951年8月，姚奠中离开贵州大学，返回家乡，任教于山西大学。1952年秋后，他兼任山西大学语文专科主任、山西大学教育工会文教委员。1954年，任山西大学中文系副主任。1955年肃反运动后期，他被人诬陷为反革命，遭到隔离审查，遂辞去副系主任和教研组主任兼职。后来，因为查无实据，且幸而有张爱萍写出证明，才洗清参加“反动地主武装”的罪名，结束被审。1956年冬，加入九三学社。1957年反右运动后期，被划为“右派”。本来他只是山西大学九三学社的一名记录员，记录会议上大家的发言，结果那些在会上发言的人为了逃避成为右派，便把没有发言的姚奠中搞成了右派。1959年，为响应上级号召，山西大学中文系三年级两个班迁到洪洞县马牧村上课，姚奠中随班边劳动边上课。他曾挖矿炼铁，参加农村劳动。1961年，摘掉右派帽子。1962年，参加山西省第一届书法展。同年，他还重新负责教研组工作，教研组改为教研室，他出任教研室主任。
文化大革命中，1968年秋后，姚奠中被揪出来游街，关入牛棚监督劳动。1969年，山西大学迁至昔阳县，姚奠中参加劳动。姚奠中曾经先后掏茅厕，烧锅炉，挖崖修田。1974年秋，主持《中国古代文学作品选注》的编写工作。他担任组长，率20多所高等院校的古代文学专家编写了一套六册的《中国古代文学作品选注》，作为20多所高等院校通用的古代文学课教材。

### 晚年成就
1978年，姚奠中恢复名誉，继续在山西大学的教学与研究生涯。1978年4月，在山西省文联第九次代表会上，他当选为山西省文联委员，山西省作协理事。1978年8月，他招收古代文学研究生11名，自此开始带研究生。1979年春，他参加了在云南昆明举行的“中国古代文学理论研讨会”，成立中国古代文学理论学会，他当选为该学会理事。1981年2月，山西省书法家协会成立，姚奠中当选为副主席。1983年，辞去山西大学中文系主任职务，同年山西大学中国古代文学研究所成立，出任所长。1986年6月，在杭州参加章大炎先生逝世五十周年纪念学术讨论会。1988年，第四届中国唐代文学学会在太原举行，姚奠中主持会议，退居顾问。1996年10月，参加中共山西省委举办的离退休省级老干部离退仪式。2002年5月8日，参加山西大学百年校庆大会。2012年，在太原晋祠国宾馆举办“庆祝姚奠中先生百岁华诞暨东亚经学研讨会”。
姚奠中先后发表130余篇论文，出版23种著作（包括主编的高校教材），获多项国家级奖项。他还结集出版《姚奠中论文选集》、《姚奠中诗文辑存》、《姚奠中讲习文集》等等。姚奠中的诗书画印被誉为四绝，作品被中南海、人民大会堂、中国美术馆等单位收藏，出版有作品集《姚奠中书艺》等十多种。2009年，姚奠中荣获中国书法的最高奖——第三届中国书法兰亭奖终身成就奖。他还在海内外多次举办个人书艺展：1993年6月11日至19日在北京中国美术馆展出“姚奠中书艺展”，2006年为纪念章太炎逝世70周年而举办“姚奠中书艺展”，2012年在北京中国国家博物馆举办“薪火相传、翰墨流光——章太炎·姚奠中师生书艺展”，2013年11月在台北国父纪念馆举办“登高望远——海峡两岸百岁书画大家姚奠中·张光宾作品展”。
1983年，姚奠中出任中国人民政治协商会议山西省委员会副主席。他还曾任九三学社山西省委主委。2006年，他将自己的150幅书画作品捐献给山西大学。2009年至2010年，他率先捐出100万元人民币，发起成立“山西省姚奠中国学教育基金会”。
姚奠中是“全国优秀教师”，享受国务院的政府特殊津贴。他曾任全国政协第六、七届委员，山西省政协第五、六届副主席，九三学社第七、八届中央委员、九三学社中央参议委员会委员、第四届九三学社山西省委主委、九三学社山西省委名誉主委。他还兼任中华诗词学会和中国韵文学会顾问、中国书法家协会理事、山西省书法家协会名誉主席、山西省古典文学学会会长。
2013年12月27日凌晨，姚奠中在山西大学亦曲园家中逝世，享年101岁。他是章太炎的亲传弟子中最后逝世的一位。

## 家庭

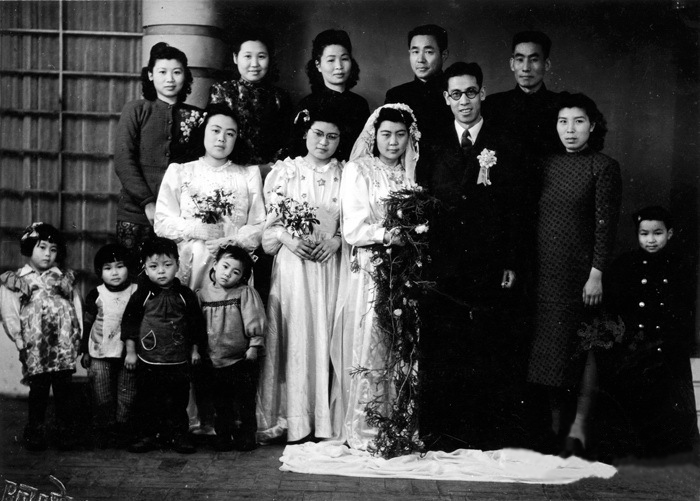
1947年，姚奠中和李樹蘭在贵阳结婚

- 妻：李樹蘭